# 信誓蛋蛋
信誓蛋蛋（英語：Xinshidandan），是在嗶哩嗶哩、YouTube、新浪微博、西瓜视频、騰訊视频、秒拍、优酷、抖音等十几个短影音平台发表原创短影音的兄弟檔網路創作組合。信誓蛋蛋三人組合由来自法国的鋼蛋 (Quentin)，鐵蛋 (Roméo) 和来自美国的笨蛋 (Ben) 组成。
現時信誓蛋蛋在嗶哩嗶哩超过400万关注，YouTube有超過190萬訂閲，西瓜视频在2个月左右粉丝数上涨了200万左右；在嗶哩嗶哩的總播放量超过3.2亿次。

## 经历
信誓蛋蛋栏目由2016年6月开播，风格多变，大致上可分為多個階段期：
- 第一階段是鋼蛋和鐵蛋在他們位於法國蒙彼利埃的“粉红小屋”和廣州的工作室拍攝的，主要是搞笑視頻，上传到微博，嗶哩嗶哩，騰訊视频、秒拍等平台，恰逢短视频行业爆发期，他们的视频开始收获越来越多人的喜爱。

- 而第二階段視頻主要在法國蒙彼利埃和巴黎拍攝（當中亦有回到中國和到美國拍攝），主要是文化交流和生活型影片，第二階段影片的數量佔整體大部份（一星期五條影片），笨蛋亦開始此上鏡 ，影片于2017年5月左右开始上传到Youtube；

- 第三階段约始于2018年4月，鐵蛋因假期和工程師的工作關係而停止參與拍攝[4]，信誓蛋蛋主要在美國加州洛杉磯拍攝（中間也有回法國和到中國拍攝），内容以文化交流，生活型影片，和挑戰型影片为主，笨蛋出鏡次數亦大增。信誓蛋蛋於第三階段的發片頻率大減，但質素卻有所提升。

- 第四階段約始於2018年末，信誓蛋蛋應粉絲要求，開始拍攝一系列的極限求生挑戰影片，拍攝地點包括南太平洋法屬新喀里多尼亞的Hiengabat島（荒島求生）[5]以及澳大利亚北領地 （荒野求生）[6] 。此時期的平均發片頻率又比第三階段低，但甚獲得觀眾歡迎，連連登上YouTube熱門排行榜；亦獲得社會上的關注和迴響，得到台灣媒體報導。同時由於成本問題，信誓蛋蛋開始在淘寶發售帽子、衛衣和T-Shirt作為周邊商品（现帽子，卫衣和T-Shirt都已经下架）。“Ben完成了帽子的设计，Quentin则联系了中国的工厂，亲自跑生产，监督质量”[7]。

## 相关争议
在澳洲求生系列播出后， 各項困難隨即也陸續有來： 鋼蛋因旅游签证过期，在美国境外等候工作签证下来而不得入境美国；信誓蛋蛋在淘寶賣周邊商品引起不满，引发不少人在哔哩哔哩反复质疑求生挑战做假，信誓蛋蛋放出一些片段解释无效；淘宝商品被質疑是三無產品（商品名称和公司地址在中华人民共和国商标局有注册，但是没有做成标签）； 早期鐵蛋剪輯的視頻被發現誤用booty swing(一首年代久远歌词有争议的音乐，2013年雪弗兰在加拿大电视广告中作为背景音乐而被投诉，后雪弗兰去掉了这个广告的背景音乐；但是在各大网络平台被广泛用作小范围传播的舞曲和vlog的背景音乐少有人注意歌词，因其节律欢快广受欢迎也是事实）。也因此在bilibili掉粉20多萬。在9月一次文字，一次视频道歉后，又回粉10多万。在澳大利亚求生停更八个月後，2020年信誓蛋蛋宣布在發放最後一個和以前同类型的视频：滴滴打車挑戰視頻後，宣布將大規模改變風格， 並將以「 用視頻推動好事情」、「 不會因為用視頻來賺錢而害羞」、「 用最大的努力使自己夢想達成：登上火星」作為拍片主軸和目的。 這意味著信誓蛋蛋視頻第五個階段的到來。为避免更多争端，信誓蛋蛋的淘宝店已经暂时关停。
而他們大部分的拍攝題材一直是觀眾在微信建議的。現時鋼蛋和笨蛋都居於美國加州洛杉磯。信誓蛋蛋对栏目的认识和未来的规划也在逐渐发展成熟，“他们渴望在中国市场获得更多的创作认可和商业成功，同时更希望自己的探索能挣脱异国身份的牵绊，超越基于陌生感产生的好奇，求得更广泛的表达与共鸣”， 在南方人物周刊的采访中，他们这样描述。

## 参加活动
- 信誓蛋蛋从创办开始，就多次参加电台的节目：在湖北卫视2016年9月2日，9日《非正式会谈》第二季38，39期作为一日代表出境，介绍法国枕头大战，笑爆全场。
- 2016年12月参加优酷网综《不一样的偶像》第五期[8],并于同月拍摄有道词典打造的首档老外旅行直播真人秀《中游记》[9] 。
- 2017年2月参加湖北卫视《爱游我拍》新疆喀纳斯“寻狼记”，探寻野狼的踪迹[10]。
- 2017年7月和阿福等参加央视二台财经栏目的外国人对话节目，讨论对中国科技创新的印象。于2017年8月接受中国环球电视网法语频道中文法文双语访谈，介绍中法文化差异以及钢蛋作为留学生在中国生活的趣事[11]。
- 除了电视节目，信誓蛋蛋也常规参加各网络平台的周年祭，受邀于嗶哩嗶哩世界杯报道等活动。2019年1月获得嗶哩嗶哩百大up主称号，更因涨粉迅速，获奖2018年嗶哩嗶哩power up 年度黑马up主。

随着视频播放量的增加，信誓蛋蛋的社会关注度也随之增加，其发表的视频多次被媒体引用和报道，多次被大量转发和上热搜并引发社会大讨论。以街头采访的方式揭示欧美人能不能亚洲蹲引发的爆笑效果，以好奇心态，独特的视角，热爱生活的态度不断关注社会中的热点，传播“life is fantastic", 生活很精彩的正面观点。